# Jannik Sinner
Jannik Sinner, född 16 augusti 2001 i Innichen, är en italiensk professionell tennisspelare. Han vann sin första Wimbledon-titel 13 juli 2025.

## Tenniskarriär
Sinner har spelat professionell tennis sedan 2018. Totalt har Sinner vunnit 19 singeltitlar på ATP-touren.

### 2023
I Wimbledon tog Sinner sig till semifinal år 2023.

### 2024
Sinner vann 53 av 56 matcher på hardcourt, samt åtta ATP-titlar under 2024. Bland hans meriter kan nämnas seger i Australian Open, samt vinst i US Open efter att i finalen ha besegrat Taylor Fritz i tre raka set. 

## Dopingkontrovers
I samband med US Open 2024 testade Sinner positivt för den anabola steroiden klostebol. Sinner hävdade att han hade fått i sig preparatet av misstag. Tennisens antidopingbyrå ITIA godkände förklaringen. Internationella antidopingbyrån, Wada, överklagade beslutet till CAS. I februari 2025 meddelade CAS att Sinner stängs av tre månader.